# Csíkosfejű barkósfakusz
A csíkosfejű barkósfakusz (Rhabdornis mystacalis) a madarak osztályának verébalakúak (Passeriformes) rendjébe és a seregélyfélék (Sturnidae) családjába tartozó faj.

## Rendszerezése
A fajt Coenraad Jacob Temminck holland arisztokrata és zoológus írta le 1825-ben, a Meliphaga nembe Meliphaga mysticalis néven. 2004-ig a barkósfakuszfélék (Rhabdornithidae) családjába tartozó faj volt.

## Alfajai
- Rhabdornis mystacalis minor (Ogilvie-Grant, 1896) – a Fülöp-szigetek keleti és déli szigetei
- Rhabdornis mystacalis mystacalis (Temminck, 1825) – a Fülöp-szigetek északi és nyugati szigetei [2]

## Előfordulása
A Fülöp-szigetek területén honos. Természetes élőhelyei a szubtrópusi vagy trópusi síkvidéki esőerdők. Állandó, nem vonuló faj.

## Megjelenése
Testhossza 18 centiméter.
|  |

## Természetvédelmi helyzete
Az elterjedési területe nagyon nagy, egyedszáma ugyan csökken, de még nem éri el a kritikus szintet. A Természetvédelmi Világszövetség Vörös listáján nem fenyegetett fajként szerepel.